# Zajączkowo (Ostróda)
Pour les articles homonymes, voir Zajączkowo.
Zajączkowo est un village polonais de la voïvodie de Varmie-Mazurie, dans le powiat d'Ostróda.